# Die Gespensterjäger
Die Gespensterjäger ist ein vierteilege Kinderbuchreihe von Cornelia Funke.

## Bücher

### Die Gespensterjäger auf eisiger Spur

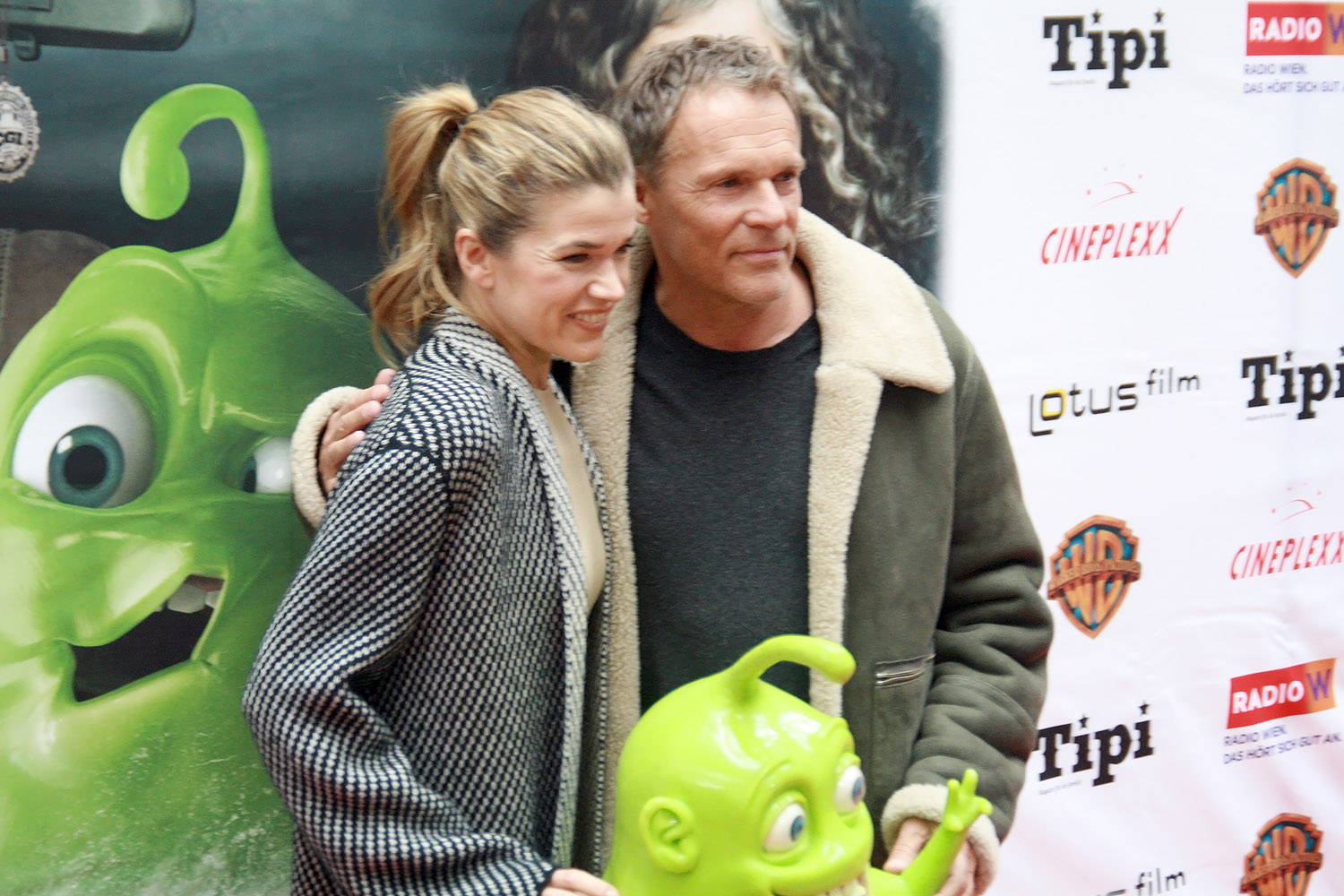
Anke Engelke und Christian Tramitz auf der Österreichpremiere

Tom, der von seiner älteren Schwester genervt wird, trifft im Hauskeller auf Hugo, ein MUG (Mittelmäßig Unheimliches Gespenst), den er durch die Hilfe von Frau Kümmelsaft vertreiben will. Doch dann stellt sich heraus, dass Hugo seinerseits von einem UEG (Urzeitliches Eis Gespenst) aus seinem alten Zuhause, einer Villa, vertrieben wurde. Die Gespensterjäger müssen es nun mit dem eisigen Gespenst aufnehmen, und riskieren damit ihr Leben. Am Ende besiegen sie das UEG mit der Hilfe von Herrn Lieblichs Kekskünsten – und verwandeln es in einen winzigen Flaschengeist.

### Die Gespensterjäger im Feuerspuk
Eigentlich sollten die drei Gespensterjäger nur ein paar kleine Feuergeister aus einem Hotel vertreiben, doch in Wahrheit wartet dort ein schrecklicher Feind auf sie: ein GRUBLIGEI (Grauenhaft Unbesiegbarer Blitzgeist), das den dritten Platz der fünf gefährlichsten Gespenster der Welt belegt. Er kann nur mit etwas besiegt werden, mit dem die drei nie gerechnet hätten, und zwar dem Schleim von Hugo.

### Gespensterjäger – in der Gruselburg
Theodor Wurm ist verzweifelt: Kaum ist er auf Burg Dusterberg eingezogen, reißen ihn unheimliche Schreie und geheimnisvolle Spukerscheinungen aus dem Schlaf. Da können nur noch die besten Gespensterjäger der Welt helfen. Tom Tomsky, Hedwig Kümmelsaft und das Gespenst Hugo gehen den seltsamen Vorkommnissen auf den Grund. Und schon bald machen sie die Bekanntschaft der Blutigen Baronin...

### Die Gespensterjäger in großer Gefahr
Tom steht kurz vor seinem dritten Gespensterjägerdiplom. Um es zu bestehen, muss er mit Hedwig und Hugo ein Moorgespenst besiegen. Als er im Dorf ankommt, fängt er ein NEPROSPEG. Dieser sagt, dass er der zwölfte Bote sei. Doch statt diesem muss er einen schrecklichen Zargoroth besiegen, der eine sehr große Gefahr für die Gespensterjäger ist. Aber am Ende besiegen sie den Zargoroth und Tom bekommt sogar sein fünftes Gespensterjägerdiplom.

## Verfilmung
Das erste Buch wurde unter dem Titel Gespensterjäger – Auf eisiger Spur mit Anke Engelke in der Hauptrolle verfilmt und am 2. April 2015 in deutschen Kinos veröffentlicht.

## Liste der Spukgestalten
In der folgenden Liste werden alle Spukgestalten nach Abkürzung aufgelistet, die in den vier Büchern zu finden sind. Nicht alle vorgestellten Gespenster kommen in den Büchern vor, manche werden beiläufig erwähnt. Die Liste ist alphabetisch geordnet.
BLAWAG
BLAsser WAbbelGeist
EBG's
ErdBebenGeister
GAGAHAG
GAnz und GAr HArmloses Gespenst
GRUBLIGEI
GRauenhafter Unbesiegbarer BLItzGEIst
HISPEG
HIStorische SPukErscheinunG
MOSSP
MOor- und SumpfSPuk
MUG
Mittelmäßig Unheimliches Gespenst
NEDUGEI
NEbliger DUnstGEIst
NEGEF
NEbelGEstaltenFormer
NEPROSPEG
NEgativPROjektion einer SPukErscheinunG
SCHLAWAG
SCHLAmm- und WAsserGeist
SG's
SpiegelGeister
SGH
Schwarzer GeisterHund
SPUMIDUV
SPUk MIt DUnkler Vergangenheit
STIKLOGEI
STInkender KLOpfGEIst
UEG
Unglaublich Ekelhaftes Gespenst
WHW
WindHosenWirbler
WIBEIGEI's
WInzige BEIßende GEIster
ZARGOROT
Minotaurischer Dämon